# کارگاه مصیبت‌بار
کارگاه مصیبت‌بار (به انگلیسی: The Miserable Mill) نام یکی از کتاب‌های مجموعه ماجراهای بچه‌های بدشانس است. این کتاب توسط دنیل هندلر با نام مستعار لمونی اسنیکت نوشته شده و برت هلکوئیست آن را تصویرگری کرده‌است.

## نام و رده بندی
کارگاه مصیبت‌بار در رده داستان‌های طنز قرن بیستم قرار می‌گیرد.

## کتاب قبلی و کتاب بعدی
پنجره بزرگ | کارگاه مصیبت‌بار | مدرسه سختگیر

## مشخصات کتاب
نوشته لمونی اسنیکت با تصویر گری برت هلکوئیست چهارمین داستان از سری ماجراهای بچه‌های بدشانس که توسط زهرا زرکش به فارسی ترجمه گردید و در ۱۶۴ صفحه توسط نشر ماهی منتشر شده‌است.

## داستان
ویولت بودلر، کلاوس بودلر و سانی بودلر بعد از مرگ عمه جوزفین به قیمومیت رئیس یک کارگاه چوب بری به نام لاکی اسملز می‌روند و به شکل بسیار بدی کار می‌کنند که کلاوس بسیار رفتار عجیبی از خود بروز می‌دهد و این معنی را می‌دهد که توسط دکتر چشم پزشک هیپنوتیزم شده‌است تا آن‌ها از پیش رئیس کارگاه اخراج شده و به قیومیت منشی دکتر در بیایند و منشی دکتر هم کنت الاف است اما ویولت با تدبیر خود جان خواهر و برادرش را نجات داده، هویت منشی و سرکارگر را آشکار می‌سازد ولی در لحظه آخر کنت الاف فرار می‌کند. رئیس کارگاه نیز دیگر راضی نیست آن‌ها در کارگاه بمانند و آن‌ها را به مدرسه شبانه روزی پروفراک می‌فرستد.